# Vladímir Guiliarovski
Vladímir Alekséyevich Guiliarovski (en ruso: Влади́мир Алексе́евич Гиляро́вский, 26 de noviembre de 1853 - 1 de octubre de 1935) fue un escritor y periodista ruso, mayormente conocido por sus relatos de la vida moscovita antes de la Revolución.

## Biografía
Guiliarovski nació el 26 de noviembre de 1855 (de acuerdo con registros de la iglesia; 1853 según sus propios escritos) en una mansión cerca de Vólogda, donde su padre trabajó como asistente del alguacil, un cosaco de Zaporozhia con cuya hija se casó más tarde. 
Fue criado por su madre (que murió cuando él tenía 8 años) y su madrastra aristocrática. Abandonó el hogar a temprana edad y, después de una serie de trabajos (que incluyó períodos en una fábrica de pintura de plomo tóxico en Yaroslavl; o como profesor), se alistó como voluntario en la guerra ruso-turca de 1877-1878. Después de una corta carrera como actor provincial, se estableció como periodista, ganando elogios y notoriedad como uno de los mejores reporteros del crimen en Moscú. En su primer libro, 'Los habitantes de los barrios pobres' (1887), registró sus experiencias en los barrios bajos de Moscú donde se mezclaba la pobreza y la delincuencia. 
Después de la revolución se dedicó a la escritura de las memorias. En 'Diario de Moscú' (publicado póstumamente), escribió sobre sus recuerdos en la industria periodística de Moscú antes de la revolución y de algunos personajes famosos con quienes colaboró (como Anton Chéjov), y la gente de teatro (también publicado póstumamente). 
Guiliarovski murió en Moscú el 1 de octubre de 1935.

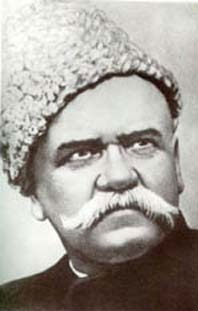
Vladímir Guiliarovski

## Obras
Las principales obras de Guiliarovski son:
- Los habitantes de los barrios pobres (Трущобные люди) (1887)
- Moscú y los Moscovitas (Москва и москвичи) (1926)
- Mis andanzas (Мои скитания) (1928)
- Las gentes del teatro (Люди театра) (publicado en 1941)
- Diario de Moscú (Москва газетная) (publicado en 1960)